# Världens största organism

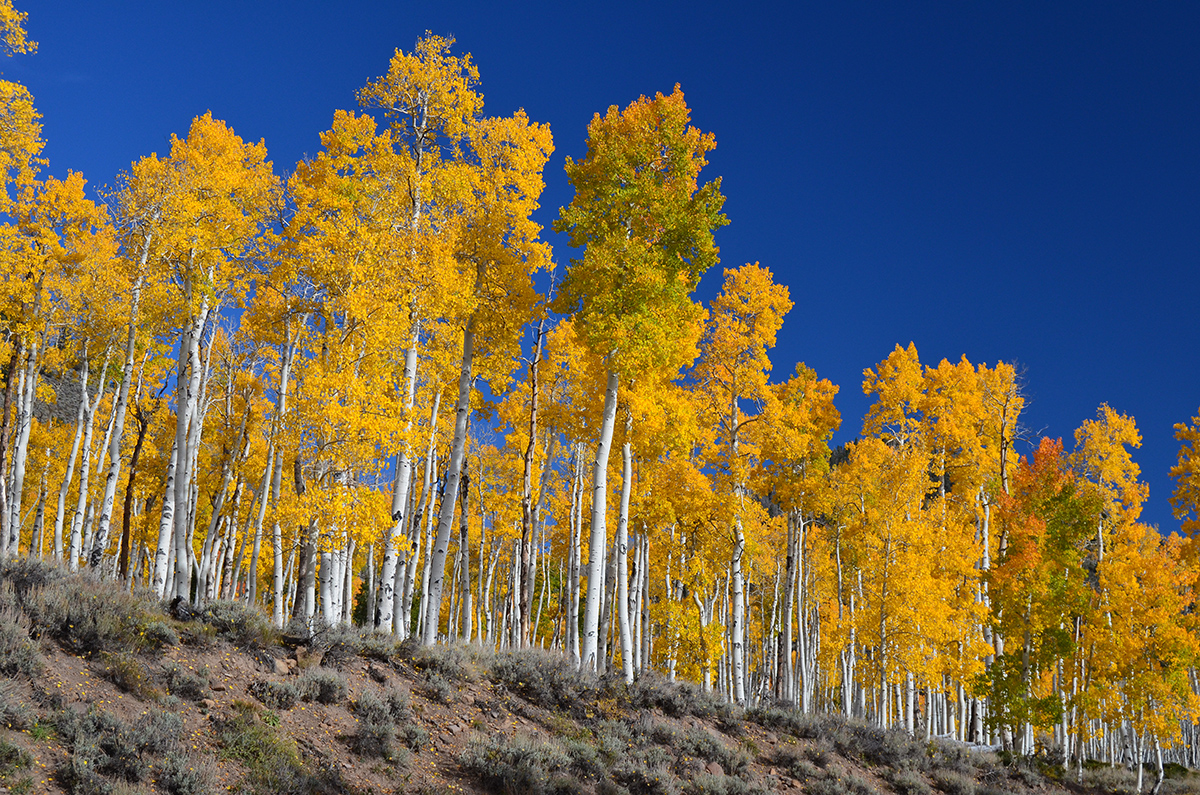
Även om de ser ut som flera träd är pando en koloni av kloner av en individ av Amerikansk asp med ett sammanlänkat rotsystem. Den beskrivs ofta som världens största enskilda organism.

Vad som är världens största organism kan definieras utifrån olika aspekter av organismer som massa, volym, area, längd, höjd, eller genomstorlek. Vissa organismer grupperar sig och bildar superorganismer, men dessa definieras inte som en enskild stor organism. Stora barriärrevet är världens största struktur av levande organismer, och har en utbredning av 2000 km, men består av många individer och arter.
Om man utgår ifrån individer så är den största organismen kolonier av kloner som kan ha mycket stora utbredningsområden. Pando är en sådan koloni med kloner som utgörs av en individ av Amerikansk asp med ett sammanlänkat rotsystem, och kategoriseras ofta som världens största organism utifrån massa. Även när sådana kolonier undantas har träd en dominerande ställning när man listar de största organismerna, där mammutträdet är det största, utifrån massa.
Den största kända svampen är en koloni av Armillaria ostoyae (honungsskivling) som finns i Oregon och som uppskattningsvis mäter 8,9 km². Huruvida denna koloni faktiskt utgör en organism är dock oklart varför den inte brukar kategoriseras som världens största organism, trots att den är större, både vad gäller utbredning och biomassa än pandokolonin.  
De största djuren är alla marina däggdjur, framförallt valar, där blåvalen anses vara det största djur som någonsin funnits på jorden. De största landlevande djuren är också främst däggdjur, där savannelefanten är den tyngsta.

## Växter
Det största enstammiga trädet, utifrån massa är mammutträdet (Sequoiadendron giganteum), som förekommer i Sierra Nevada i Kalifornien. Den blir i genomsnitt 70–85 meter högt och 5–7 meter i diameter.
Flerstammiga träd som banjanträd kan bli enorma. Ett banjanträd i Indien, som fått namnet Thimmamma Marrimanu har ett grenverk som sträcker sig över ett område större än 1 hektar.

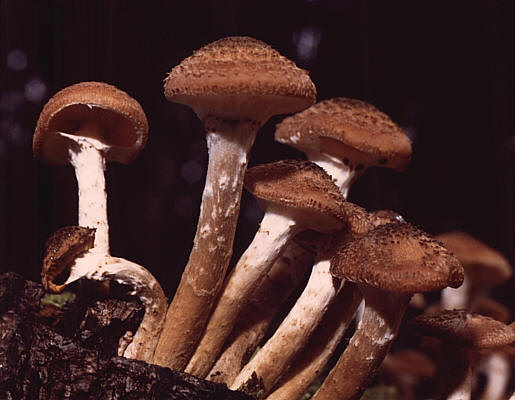
Armillaria ostoyae

De största organismerna i världen utgörs av kloner av kloner, och sådana klonkolonier av amerikansk asp (Populus grandidentata) kan sträcka sig över 8 km.

## Svampar
Den största kända svampen är en honungsskivling av arten Armillaria ostoyae. En sådan svamp i Malheur National Forest i Blue Mountains i östra Oregon är den största kända svampkolonin och förekommer över en yta som sträcker sig över 8,9 km2. Denna organism uppskattas vara 2 400 år gammal. En uppskattning gör gällande att den totala biomassan uppgår till 605 ton. Om denna koloni verkligen utgör en enda organism, är det den största både vad gäller utbredning och biomassa. Dock är det oklart om alla delar av mycelet är sammanlänkade.

## Djur

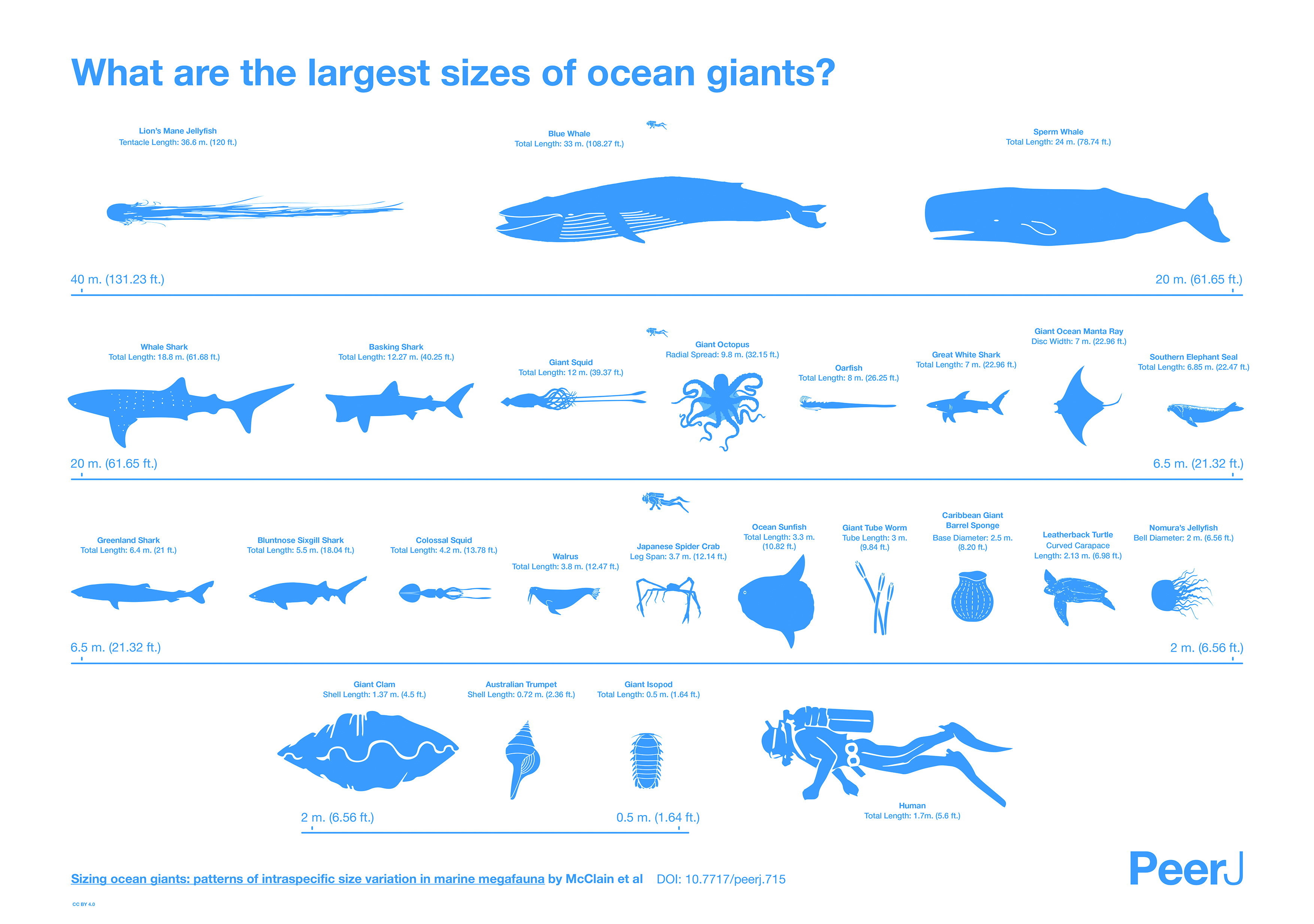
Grafik över storleksförhållande inom den marina megafaunan.

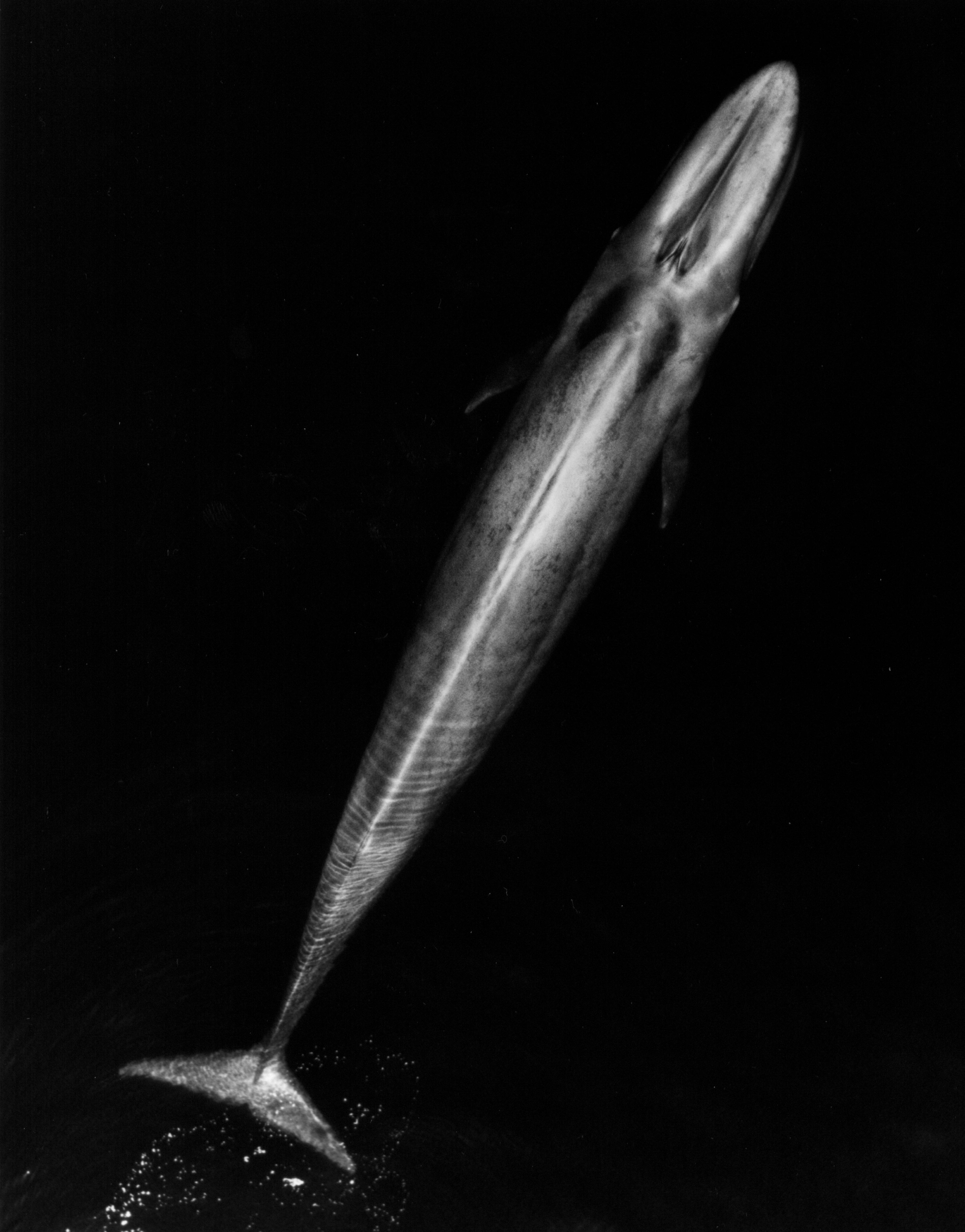
Blåvalen är det tyngsta djur som någonsin existerat.

Blåvalen (Balaenoptera musculus) anses vara det största djur som någonsin funnits. Det största kända exemplaret vägde 190 ton och mätte 30 meter. Dock har längre individer observerat, upp till 33,4 meter, men dessa har inte vägts.
Savannelefanten (Loxodonta africana) är det tyngsta landlevande djuret. Den förekommer i Afrika söder om Sahara och det största kända exemplaret sköts 1974 i Angola. Denna hane mätte 10,7 meter från snabel till svans och mätte 3,96 upp till skuldran.
Lista med de tyngsta idag levande djuren
De tyngsta idag levande djuren är alla valar och är därmed även de största däggdjuren. Eftersom det inte finns någon våg som kan väga en hel stor val så är flertalet valar vägda i delar.
| Ranking | Djur                 | Medelvikt (ton) | Maxvikt (ton) | Medellängd (m) |
| ------- | -------------------- | --------------- | ------------- | -------------- |
| 1       | Blåval               | 110             | 190           | 24             |
| 2       | Stillahavsnordkapare | 60              | 120           | 15.5           |
| 3       | Sydkapare            | 58              | 110           | 15.25          |
| 4       | Sillval              | 57              | 120           | 19.5           |
| 5       | Grönlandsval         | 54.5            | 120           | 15             |
| 6       | Nordkapare           | 54              | 110           | 15             |
| 7       | Kaskelot             | 31.25           | 57            | 13.25          |
| 8       | Knölval              | 29              | 48            | 13.5           |
| 9       | Sejval               | 22.5            | 45            | 14.8           |
| 10      | Gråval               | 19.5            | 45            | 13.5           |

Lista över de tyngsta landlevande djuren
Detta är en lista över de tyngsta kända vilda landlevande djuren och de är alla däggdjur. Den afrikanska elefanterna kategoriseras idag som två arter, savannelefant (Loxodonta africana) och skogselefant (Loxodonta cyclotis).
| Ranking | Djur                    | Medelvikt (ton) | Maxvikt (ton) | Medellängd (m) |
| ------- | ----------------------- | --------------- | ------------- | -------------- |
| 1       | Savannelefant           | 4.9             | 12.3          | 6              |
| 2       | Asiatisk elefant        | 4.15            | 8.0           | 6.8            |
| 3       | Skogselefant            | 2.7             | 6.0           | 6.2            |
| 4       | Trubbnoshörning         | 2               | 4.5           | 4.4            |
| 5       | Indisk pansarnoshörning | 1.9             | 4.0           | 4.2            |
| 6       | Flodhäst                | 1.8             | 4.5           | 4              |
| 7       | Javanoshörning          | 1.75            | 2.3           | 3.8            |
| 8       | Spetsnoshörning         | 1.1             | 2.9           | 4              |
| 9       | Giraff                  | 1.0             | 2             | 5.15           |
| 10      | Gaur                    | 0.95            | 1.5           | 3.8            |

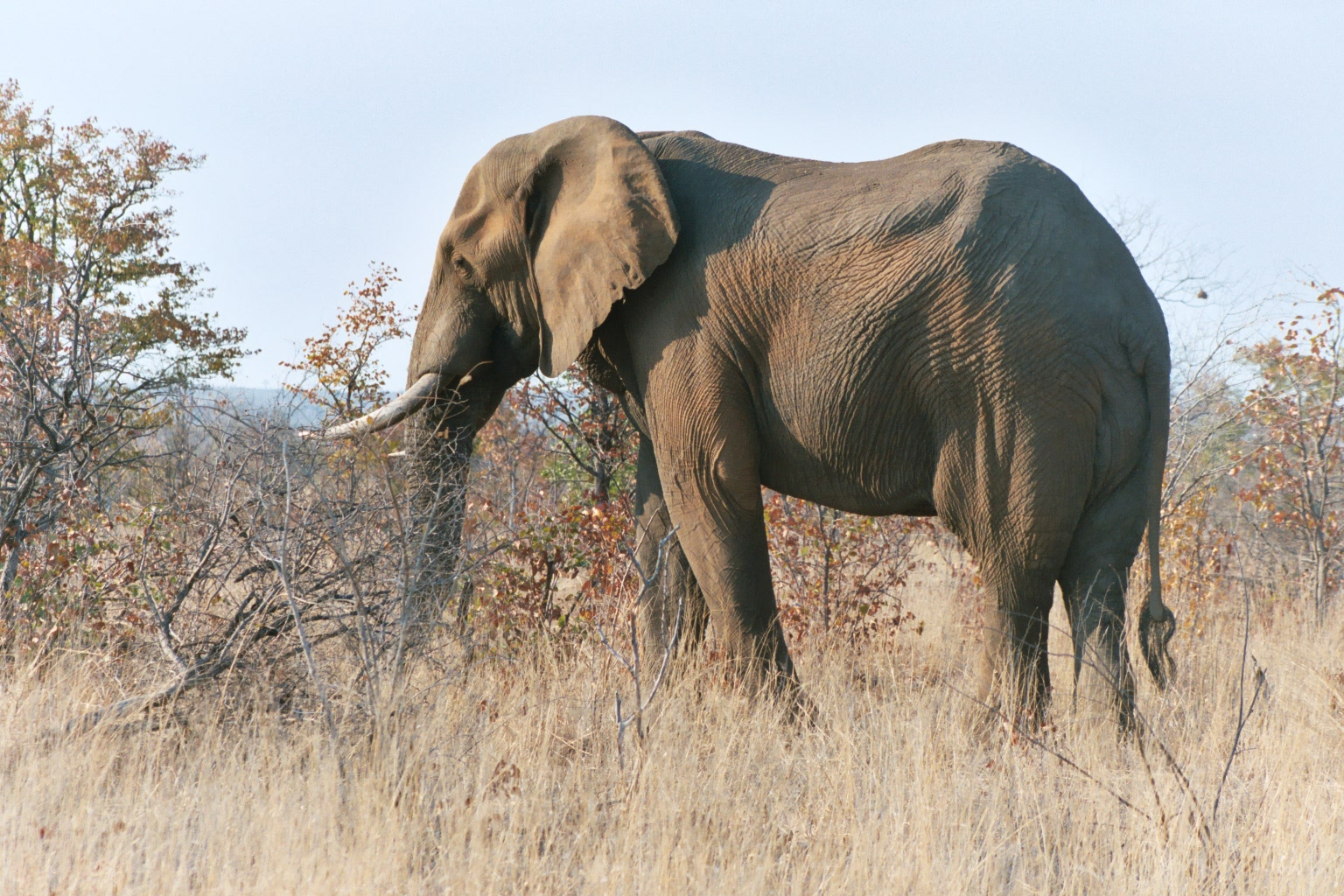
Savannelefanten är världens tyngsta landlevande djur.

Utöver dessa är strutsen den idag största nu levande fågelarten och gulan i strutsens ägg är den största cellen. Den största nu levande reptilen är saltvattenkrokodilen, den största nu levande fisken är valhajen, den största nu levande benfisken är klumpfisken, det största nu levande leddjuret är japansk spindelkrabba[källa behövs], det största nu levande groddjuret är kinesisk jättesalamander[källa behövs] och det längsta nu levande djuret är långsnöret som kan bli 50 meter långt.[källa behövs] I hoprullat skick ryms långsnöret i en människohand.